# Helicobia rapax
Helicobia rapax är en tvåvingeart som först beskrevs av Walker 1849.  Helicobia rapax ingår i släktet Helicobia och familjen köttflugor. Inga underarter finns listade i Catalogue of Life.